# Thern Károly
Thern Károly (Igló (Szepes vármegye), 1817. augusztus 13. – Bécs, 1886. április 13.) zeneíró, karmester, zongoraművész, zeneszerző.

## Életútja
Családja Salzburgból szakadt Magyarországba, a protestánsüldözések idejében. Nagyatyja Thern Tamás orgona- és zongorakészítő volt Iglón. Miskolcon és Eperjesen tanult, itt diákzenekarokat is szervezett, s ezek számára indulókat és táncdarabokat komponált. Később Balassagyarmaton tanított egy leánynevelő intézetben, majd 1836-ban Pestre tette át lakását, ahol alkalma nyílt magát minden irányban tökéletesíteni. Azzal tűnt fel, hogy Vörösmarty Mihály Fóti dalát megzenésítette. Majd Gaal Peleskei nótárius című népszínművéhez írt zenét 1841-ben mint a Nemzeti Színház karnagya; itt 1841. december 21-én Gizul című operája került színre. Ez állásától azonban hamar megvált és magán zeneoktatással foglalkozott. Ezenkívül még két operája került színre ugyancsak a Nemzeti Színházben, 1845. április 12-én Tihany ostroma és 1855. október 11-én Képzelt beteg című vígoperája; de ezen a téren nem sok szerencséje volt, mert mind a három dalműve hamar leszorult a műsorról. Sokkal kihatóbb tevékenységet fejtett ki a pedagógia és a zongora- és karirodalom terén, melyen maradandó becsű műveket hagyott hátra. 1853-ban a Nemzeti Zenede tanárává választotta, ahol 1864-ig volt a magasabb zongorajáték és a zeneszerzés tanára.
Európai hírű zongoraművész két fiát is ő művelte ki: Vilmost és Lajost.

## További információ
Bartalus István: Thern Károly. Az ország tükre 1863. 241-242. l. Online